# فرنگیس علی‌زاده
فرنگیس علی‌زاده (ترکی آذربایجانی: Firəngiz Əlizadə؛ زادهٔ ۲۸ مهٔ ۱۹۴۷) نوازنده پیانو، آهنگساز، مربی موسیقی، استاد دانشگاه، پیانو، و موسیقی‌شناسی اهل جمهوری آذربایجان است.
او مدیر جشنوارهٔ بین‌المللی جهان موسیقی مقامی است.